# Panaietis
Panaietis is een geslacht van eenoogkreeftjes uit de familie van de Anthessiidae. De wetenschappelijke naam van het geslacht is voor het eerst geldig gepubliceerd in 1900 door Stebbing.

## Soorten
- Panaietis haliotis Yamaguti, 1936
- Panaietis incamerata Stebbing, 1900
- Panaietis malleolata (Sars G.O., 1918)
- Panaietis yamagutii Izawa, 1976